# Tatsuki Nara
Tatsuki Nara (jap. 奈良 竜樹 Nara Tatsuk; ur. 19 września 1993) – japoński piłkarz występujący na pozycji obrońcy. Obecnie występuje w Kawasaki Frontale.

## Kariera klubowa
Od 2011 roku występował w klubach Consadole Sapporo, FC Tokyo i Kawasaki Frontale.